# Krickenbecker Seen und Kleiner De Wittsee
Das Naturschutzgebiet Krickenbecker Seen und Kleiner De Wittsee liegt auf dem Gebiet der Stadt Nettetal im Kreis Viersen in Nordrhein-Westfalen.
Das etwa 718,7 Hektar große Gebiet, das im Jahr 2006 unter Naturschutz gestellt wurde, erstreckt sich östlich von Leuth, einem Stadtteil von Nettetal, direkt an der am westlichen Rand vorbeiführenden Bundesstraße 221. Es umfasst die Krickenbecker Seen und den Kleinen De-Witt-See. Im südlichen Bereich kreuzt die Landesstraße 373 das Gebiet. Westlich verläuft die Staatsgrenze zu den Niederlanden und südwestlich die Bundesautobahn 61. Die Nette durchfließt das Gebiet in ganzer Ausdehnung.
Das Naturschutzgebiet ist Teil des EU-Vogelschutzgebiets „Schwalm-Nette-Platte mit Grenzwald und Meinweg“.